# Aulacodes reversalis
Aulacodes reversalis là một loài bướm đêm trong họ Crambidae.